# اندرو ام الن
اندرو مایکل "اندی" الن (به انگلیسی: Andrew Michael "Andy" Allen) فضانورد اهل کشور ایالات متحده آمریکا است که در ۴ اوت ۱۹۵۵ میلادی در فیلادلفیا، پنسیلوانیا زاده شد. وی در مأموریت اس‌تی‌اس-۴۶، اس‌تی‌اس-۶۲، اس‌تی‌اس-۷۵ حضور داشته است.